# 동구 (부산광역시)

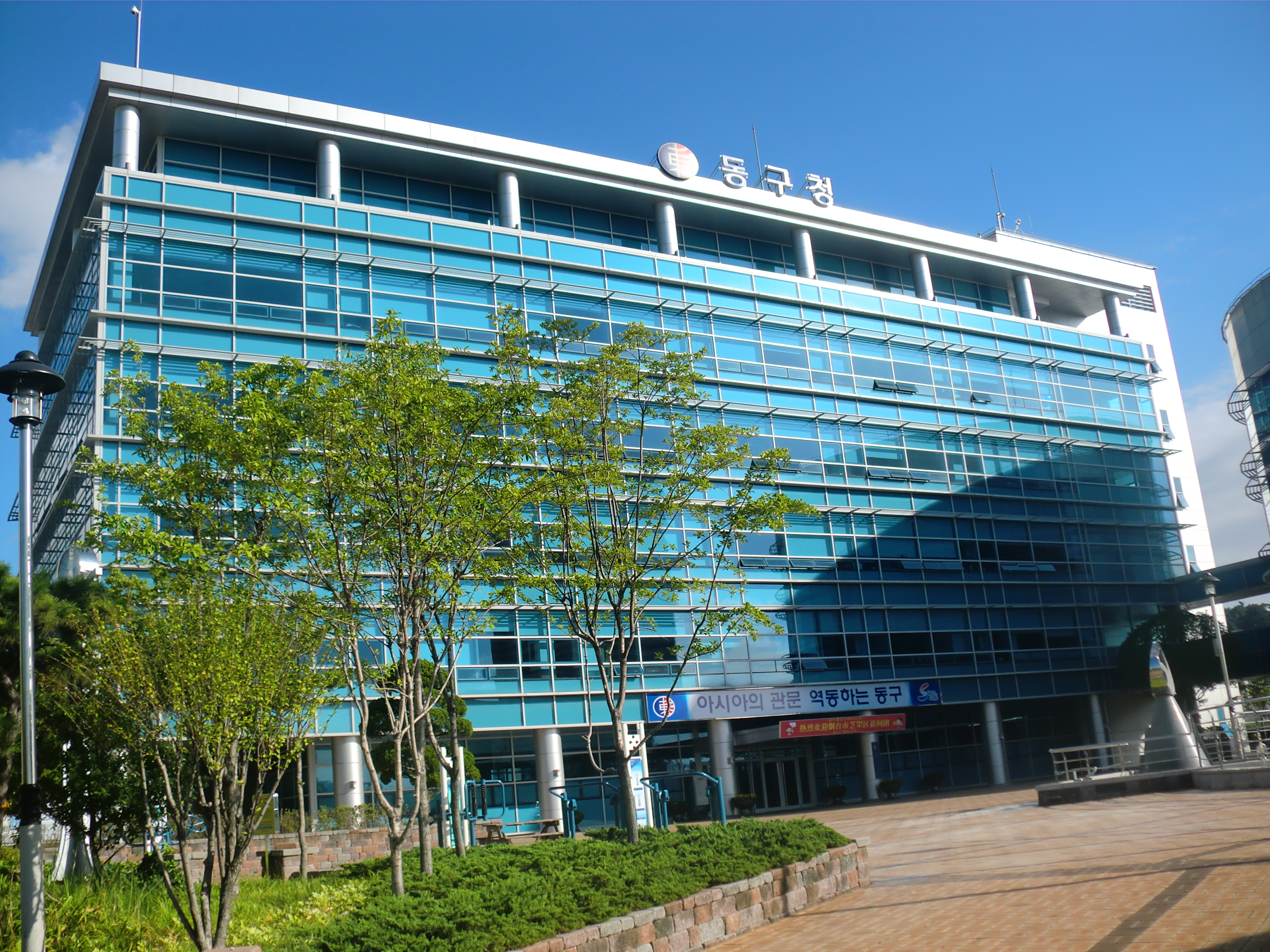
부산 동구청

동구(東區)는 부산광역시 중부에 있는 구이다. 복합단지 개발지구인 북항재개발구역이 있다.

## 역사
- 1957년 1월 1일 : 구제(區制)가 실시되어 경상남도 부산시 동구가 설치되었다.[3]
- 1966년 1월 1일 : 18행정동으로 개편하였다.[4]

18행정동 - 초량1동, 초량2동, 초량3동, 초량4동, 초량5동, 수정1동, 수정2동, 수정3동, 수정4동, 수정5동, 좌천1동, 좌천2동, 좌천3동, 범일1동, 범일2동, 범일3동, 범일4동, 범일5동
- 1970년 7월 1일 : 초량4동이 초량6동으로, 좌천2동이 좌천4동으로, 범일4동이 범일6동으로 분동하였다. (21행정동)
- 1975년 10월 1일 : 범일3동을 폐지하여, 일부를 남구에 편입하고, 일부는 범일2동과 범일5동에 편입하였다. (20행정동)
- 1982년 5월 1일 : 법정동 대창동3가를 초량동으로 흡수하였다(초량동 1185~1213).
- 1985년 12월 1일 : 초량5동이 초량3동에 합동하였다. (19행정동)
- 1988년 5월 1일 : 자치구로 승격하였다.[5]
- 1991년 4월 15일 : 부산직할시 동구의회가 개원하였다.
- 1995년 1월 1일 : 부산광역시 동구로 개칭하였다.[6]
- 1998년 9월 17일 : 좌천2동을 좌천1동에, 좌천3동을 범일5동에 합동하였다. (17행정동)[7]
- 2008년 1월 1일 : 초량4동이 초량6동에, 수정3동이 수정2동, 범일6동이 범일4동에 합동되었다. (14행정동)[8]
- 2015년 7월 1일 : 좌천1동과 좌천4동이 좌천동으로 합동하였다.[9] (13행정동)
- 2016년 1월 1일 : 범일1동과 범일4동이 범일1동으로 합동되었다.[10] (12행정동)

## 지리
동구는 부산 중앙에 위치하여 동쪽은 동천을 경계로 부산 남구, 동북쪽은 수정산, 구봉산을 경계로 부산 진구, 부산 서구와 서쪽은 영주천을 경계로 중구와 접하고 있으며 동남으로 길게 뻗쳐 있다. 원래 동구는 지세가 해안을 끼는 배산 임해의 지형을 형성하며 대부분 경사 지대로 평탄한 시가지를 형성할 수 없는 지형이다. 따라서 주로 초량천, 부산천, 호계천 등 하천과 구봉산, 수정산 골짜기를 중심으로 발전하여 왔으며, 시가지의 1/3 정도는 일제 시대 해안매립으로 조성되었다.

## 행정 구역
2022년 2월을 기준으로 부산 동구의 행정 구역과 현황은 다음과 같다.

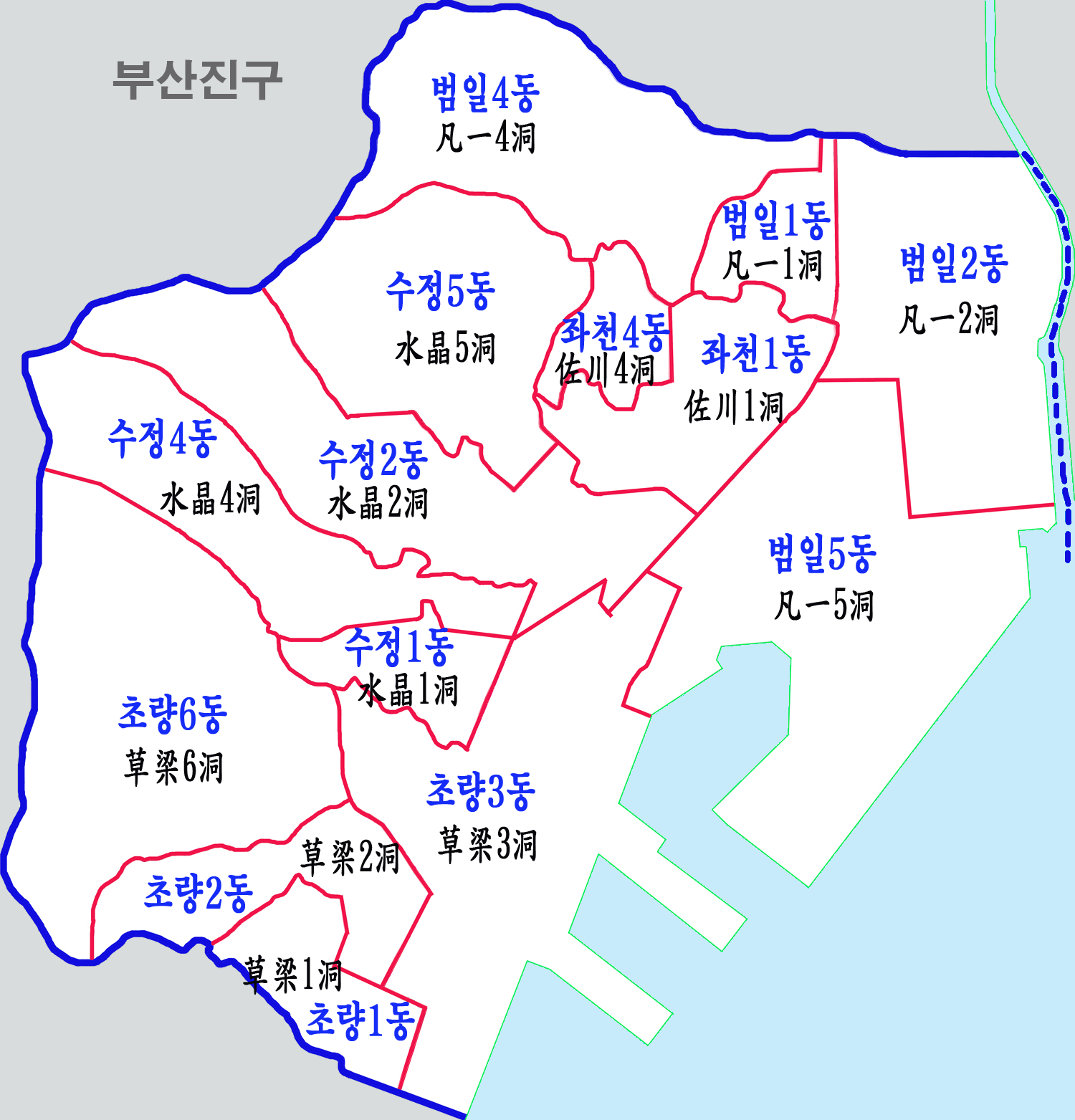

| 행정동    | 한자      | 면적 (km2) | 세대   | 인구 (명) |
| --------- | --------- | ---------- | ------ | --------- |
| 초량제1동 | 草梁第1洞 | 0.26       | 3,011  | 5,019     |
| 초량제2동 | 草梁第2洞 | 0.39       | 3,380  | 5,692     |
| 초량제3동 | 草梁第3洞 | 1.13       | 6,535  | 13,100    |
| 초량제6동 | 草梁第6洞 | 1.34       | 3,154  | 5,902     |
| 수정제1동 | 水晶第1洞 | 0.23       | 2,041  | 4,132     |
| 수정제2동 | 水晶第2洞 | 1.12       | 5,181  | 9,824     |
| 수정제4동 | 水晶第4洞 | 0.92       | 2,221  | 3,849     |
| 수정제5동 | 水晶第5洞 | 0.34       | 2,722  | 5,292     |
| 좌천동    | 佐川洞    | 0.46       | 5,679  | 11,444    |
| 범일제1동 | 凡一第1洞 | 0.98       | 6,295  | 11,735    |
| 범일제2동 | 凡一第2洞 | 0.83       | 4,479  | 7,947     |
| 범일제5동 | 凡一第5洞 | 1.73       | 2,131  | 4,309     |
| 동구      | 東區      | 9.73       | 46,829 | 88,245    |

## 인구
| 연도   | 총인구    |  | 비고                            |
| ------ | --------- |  | ------------------------------- |
| 1966년 | 236,280명 |  |                                 |
| 1970년 | 242,544명 |  | 동년 최고 인구 기록(24만4421명) |
| 1975년 | 232,603명 |  |                                 |
| 1980년 | 219,497명 |  |                                 |
| 1985년 | 200,382명 |  |                                 |
| 1990년 | 186,296명 |  |                                 |
| 1995년 | 160,398명 |  |                                 |
| 2000년 | 130,315명 |  |                                 |
| 2005년 | 113,771명 |  |                                 |
| 2010년 | 101,209명 |  |                                 |
| 2015년 | 94,260명  |  |                                 |
| 2020년 | 88.292명  |  |                                 |

## 문화·관광
- 부산진성

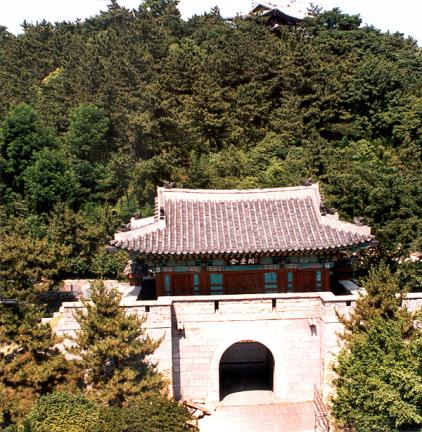
부산진성

부산진성(자성대)은 조선시대에 만든 부산진성의 성을 말한다. 원래는 부산성의 한 부분으로 공식적인 이름은 2020년 1월 15일 이후 명칭 변경으로 부산진성(釜山鎭城)이며, 넓이는 24,198m²로 1972년 6월 26일 부산광역시 기념물 제7호로 지정되었다.
- 조선통신사역사관
- 정공단
- 부산진일신여학교
- 수정산복도로

높은 지대에서 부산을 한눈에 볼 수 있는 산복도로인 수정산복도로가 있다. 부산광역시 중구 대청동에서 중구 영주동, 동구 수정동, 부산진구 범천동을 경유하여 부산광역시 부산진구 범천4동을 잇는 도로이다. 8.44Km이며, 직선구간이 많지 않다. 인근에 중앙공원, 안창마을이 위치하고 있다.
- 매축지마을

## 기차역
부산역
부산진역

## 교육 기관
- 고등학교

|  | - 금성고등학교 - 데레사여자고등학교 - 경남여자고등학교 | - 부산고등학교 - 부산컴퓨터과학고등학교 |

- 각종학교

|  | - 부산국제영화고등학교 |

## 출신인물
- 하태경 - 19.20,21대 국회의원(3선,부산 해운대구 갑, 국민의힘) / 전 북한인권운동가
- 이경규 - 개그맨 mc (영화 감독)
- 나훈아 - 유명가수
- 신승윤
- 박형준 - 현.38대 부산광역시장(국민의힘)
- 아이엔 - 가수 (스트레이키즈)

## 구청
- 부산광역시 동구청은 현재 부산광역시 동구 수정2동에 위치하고 있다.

## 갤러리

### 도심풍경

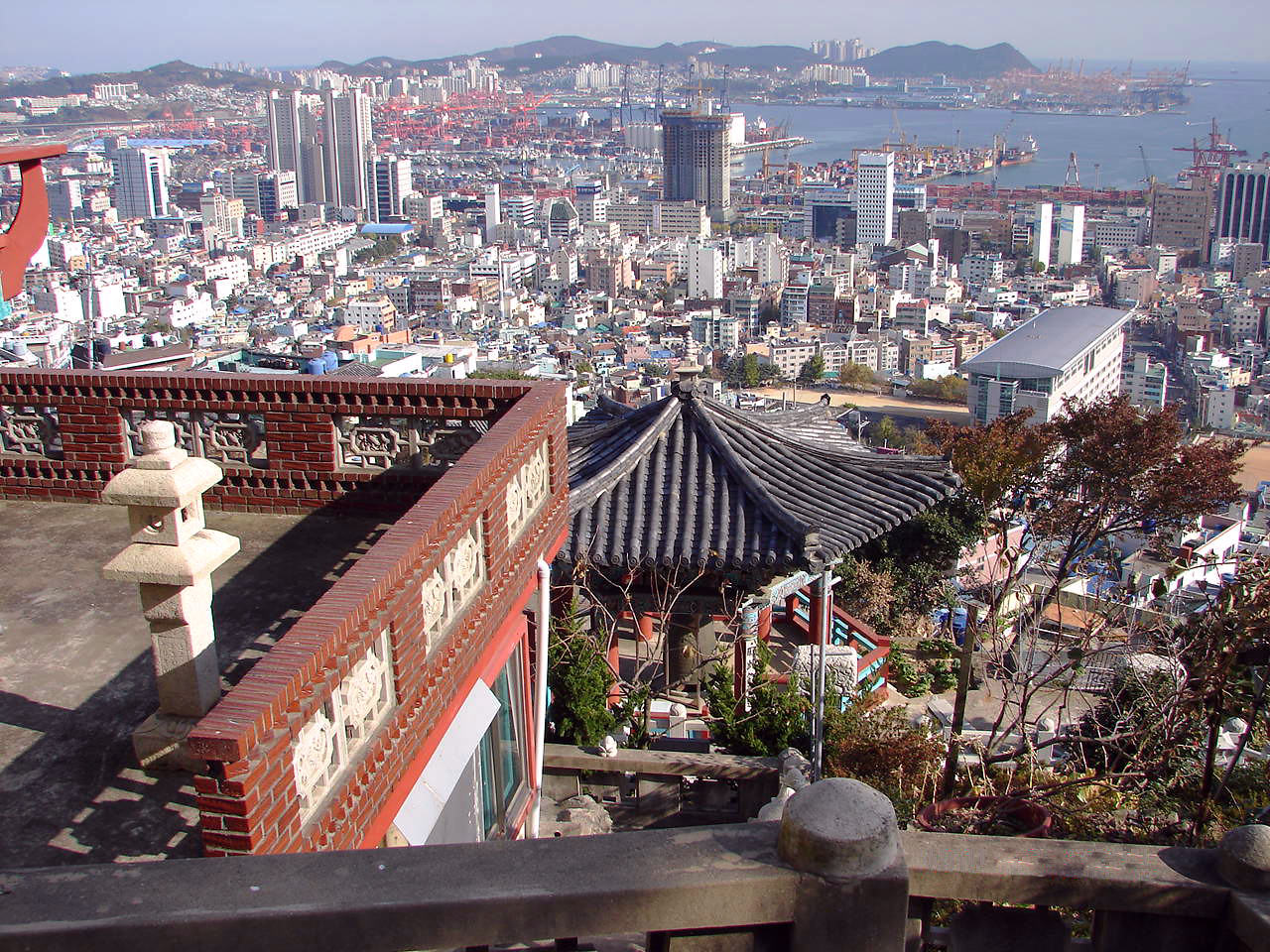
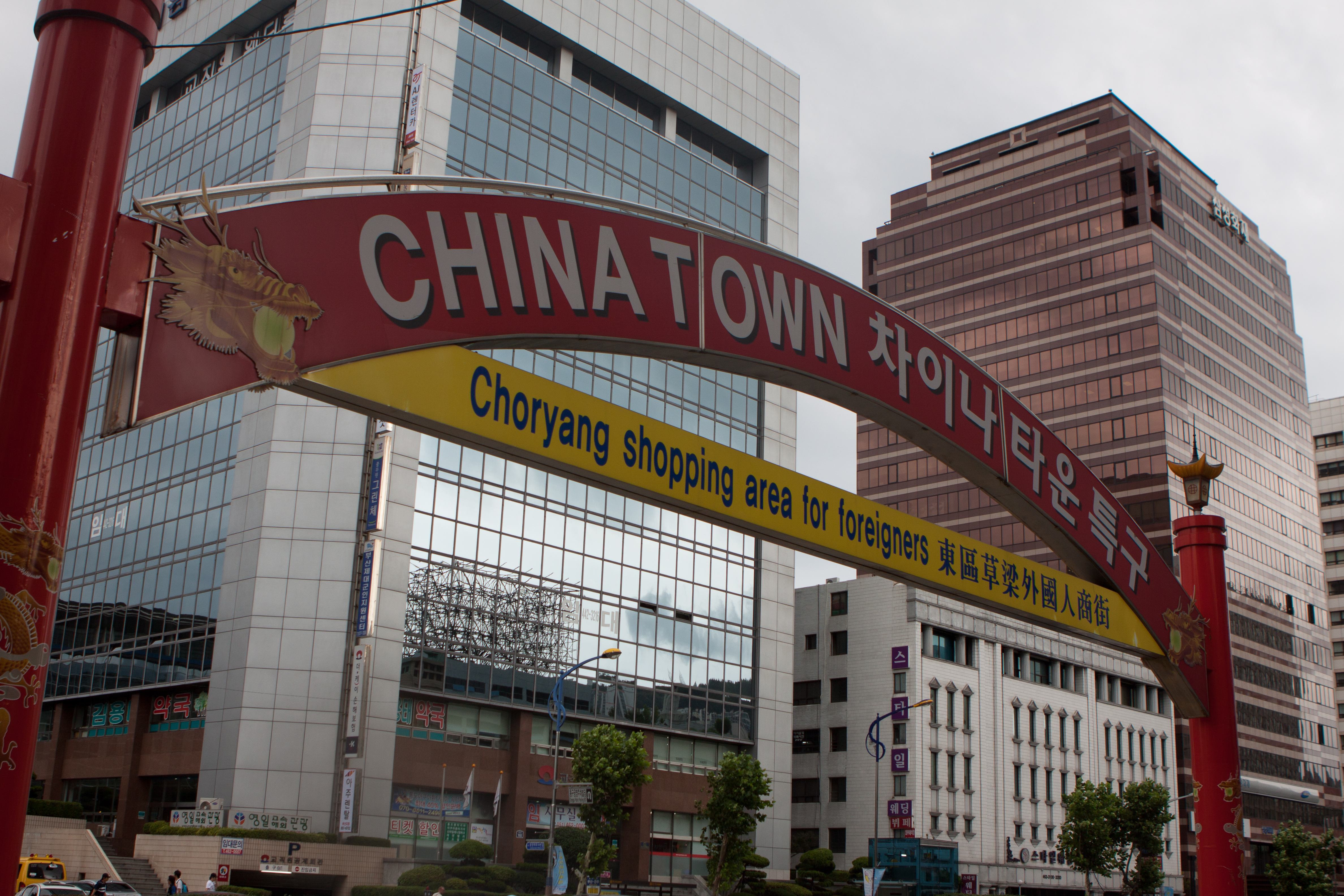
차이나타운
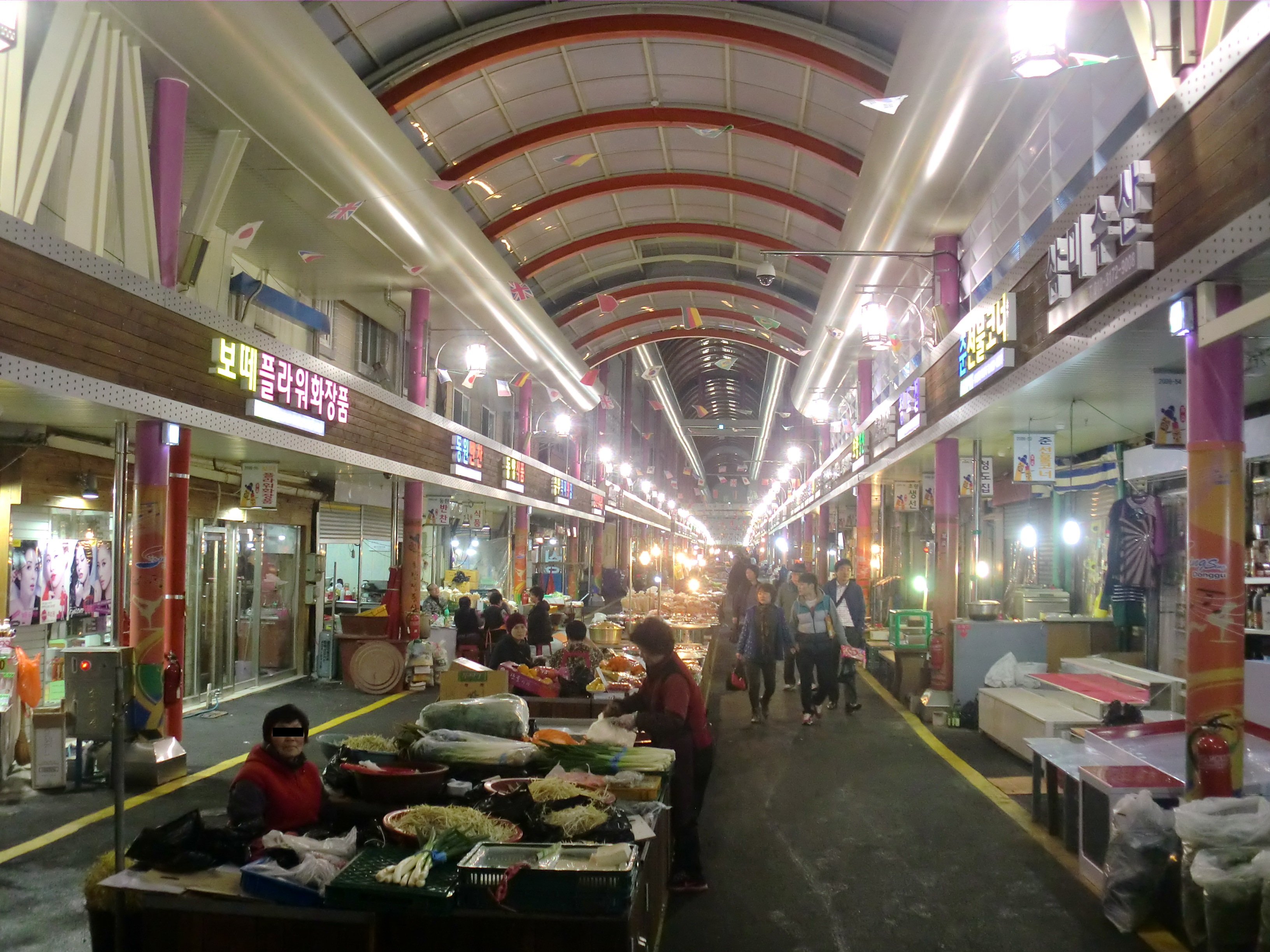
초량시장

## 자매 도시
| 지역 & 국가 | 도시            | 도시                      |
| ----------- | --------------- | ------------------------- |
| 대한민국    | 경상북도        | 울진군 (2008년 11월 12일) |
| 대한민국    | 광주광역시      | 광산구 (1998년 10월 22일) |
| 중국        | 산둥성 옌타이시 | 즈푸구 (1996년 3월 6일)   |

## 같이 보기
- 대한민국의 지리